# 변장 (삼국지)
변장(邊章, ? ~ 186년)은 중국 후한 말 양주(涼州) 금성군(金城郡) 사람이다. 양주의 난에 휘말려 타의로 반군에 가담하였고 정부의 현상을 피하고자 개명하였다. 본명은 변윤(邊允)이었다.

## 생애
신안현령(新安―)과 독군종사(督軍從事)를 지냈고 양주에서 이름이 있었다. 184년(중평 원년) 겨울 북지군(北地郡), 농서군(隴西郡) 부한현(枹罕縣)·하관현(河關縣)의 선령강(先零羌)과 의종호(義從胡) 등 여러 세력이 북궁백옥(北宮伯玉)과 이문후(李文侯)를 장군으로 추대하고 한나라에 대항하였다. 그 과정에서 호강교위(護羌校尉) 영징(泠徵)과 금성태수 진의(陳懿)는 목숨을 잃었고 변장과 한수는 위협을 받아 그 군정을 맡았다. 변장과 한수는 반군이라고 널리 알려져서 식읍 1,000호의 제후 자리가 현상(懸賞)으로 걸렸다. 둘은 이를 피하고자 각각 변장과 한수로 개명하였다.
185년 봄 환관을 주살한다는 명분으로 원릉이 있는 삼보(三輔)까지 침범하였다. 좌거기장군 황보숭이 진압하러 왔다가 장양에게 뇌물을 주지 않아서 7월(음력)에 면직되고 장온이 대신 부임하였다. 미양(美陽)에서 한군과 맞붙어서 잘 싸웠으나 11월 별똥별이 진영을 비추면서 병사들이 불안해하였다. 파로장군(破虜將軍) 동탁과 우부풍 포홍(鮑鴻)이 그 틈을 놓치지 않고 내습해와서 변장과 한수는 수천 명이 죽는 등 크게 패하고 유중(楡中)으로 퇴각하였다. 탕구장군(盪寇―) 주신(周愼)이 3만 명으로 쫓아왔다. 변장과 한수가 따로 군사를 내어 그 보급로를 끊자 주신은 치중을 버리고 도주하였다. 186년 겨울 한수에게 살해당했다.

## 같이 보기
- 삼국지 인물 목록

## 참고 문헌
- 《후한서》72권 열전 제62 동탁